# 本庄優花
本庄優花（1983年7月31日—）是日本的AV女優。2013年12月以熟女系AV女優出道，所屬事務所為LOTUS GROUP。2014年7月1日關閉部落格，後正式宣佈引退。2016年復出。